# Flygplan störtar
Flygplan störtar (originaltitel: The Looters) är en amerikansk äventyrsfilm från 1955 regisserad av Abner Biberman och med Rory Calhoun, Julie Adams och Ray Danton i ledande roller.

## Handling
Den erfarne bergsklättraren Jesse Hill och hans gamla vän från tiden i armén, Pete Corder, finner ett flygplansvrak i de Klippiga bergen i Colorado. Endast fyra personer hittas överlevande: den tidigare sjöofficern Stan Leppich, Sheryl Gregory, bankmannen George Parkinson och den skadade andrepiloten Red. Snart börjar det konspireras över en stor summa pengar som funnits ombord på planet.

## Rollista
| Rory Calhoun    | – Jesse Hill           |
| Julie Adams     | – Sheryl Gregory       |
| Ray Danton      | – Pete Corder          |
| Thomas Gomez    | – George Parkinson     |
| Frank Faylen    | – Stan Leppich         |
| Russ Conway     | – Major Knowles        |
| John Stephenson | – Lieutenant Stevenson |
| Rod Williams    | – Red                  |